# Bettina Renz
Bettina Renz ist eine deutsche Politikwissenschaftlerin und Professorin für internationale Sicherheit, Fakultät für Sozialwissenschaften an der School of Politics and International Relations der University of Nottingham.

## Leben und Wirken
Renz wurde nach ihrem Master of Art und Master of Science in Russischstudien an der University of Edinburgh 2005 am Centre for Russian and East European Studies der University of Birmingham über die zivil-militärischen Beziehungen in Russland promoviert.
Renz war Dozentin für Verteidigungsstudien am King’s College London und wurde 2007 Professorin an der University of Nottingham.
Ihre Forschungsschwerpunkte sind die post-sowjetische russische Sicherheits- und Verteidigungspolitik, die Militärreform und die zivil-militärischen Beziehungen.  Von Oktober 2019 bis September 2022 untersuchte sie zusammen mit Sarah Whitmore politische und strategische Zusammenhänge in Bezug auf die militärischen Reformen der Ukraine.
Seit 2005 hat Renz zahlreiche Artikel in Fachzeitschriften veröffentlicht, in denen sie die Hintergründe und Auswirkungen der Veränderungen im heutigen russischen Militär beschreibt. Sie ist Mitglied des Redaktionsausschusses der United States Army War College Press.

## Veröffentlichungen (Auswahl)
Monographien
- mit Edwin Bacon und Julian Cooper: Securitising Russia. The domestic politics of Vladimir Putin. Manchester University Press, Manchester, UK 2006, ISBN 1-84779-636-2.
- Russia's military revival. Polity, Cambridge, Medford, MA 2018, ISBN 978-1-5095-1615-5.[8]

Aufsätze
- Russia's "Force Structures" and the Study of Civil-Military Relations. In: The Journal of Slavic military studies. 18, Nr. 4 2005, S. 559–585.
- Putin's militocracy? An alternative interpretation of Siloviki in contemporary Russian politics. In: Europe-Asia Studies. 58, Nr. 6 2006, S. 903–924.
- Chinese migration: still the major focus of Russian Far East/Chinese North East relations? In: Pacific Review. 23, Nr. 2 2010, S. 261–285.
- mit Rod Thornton: Russian Military Modernization: Cause, Course, and Consequences. In: Problems of Post-Communism. 59, Nr. 1 2012, S. 44–54.
- Making a connection in the provinces? Russia's tweeting governors. In: East European Politics. 29, Nr. 2 2013, S. 135–151.
- Russian Military Capabilities after 20 Years of Reform. In: Survival. 56, Nr. 3 2014, S. 61–84.
- Russia and 'hybrid warfare'. In: Contemporary Politics. 22, Nr. 3 2016, S. 283–300.
- Russian responses to the changing character of war. In: International Affairs. 95, Nr. 4 2019, S. 817–834.